# Ogrezeni
Ogrezeni is een Roemeense gemeente in het district Giurgiu.

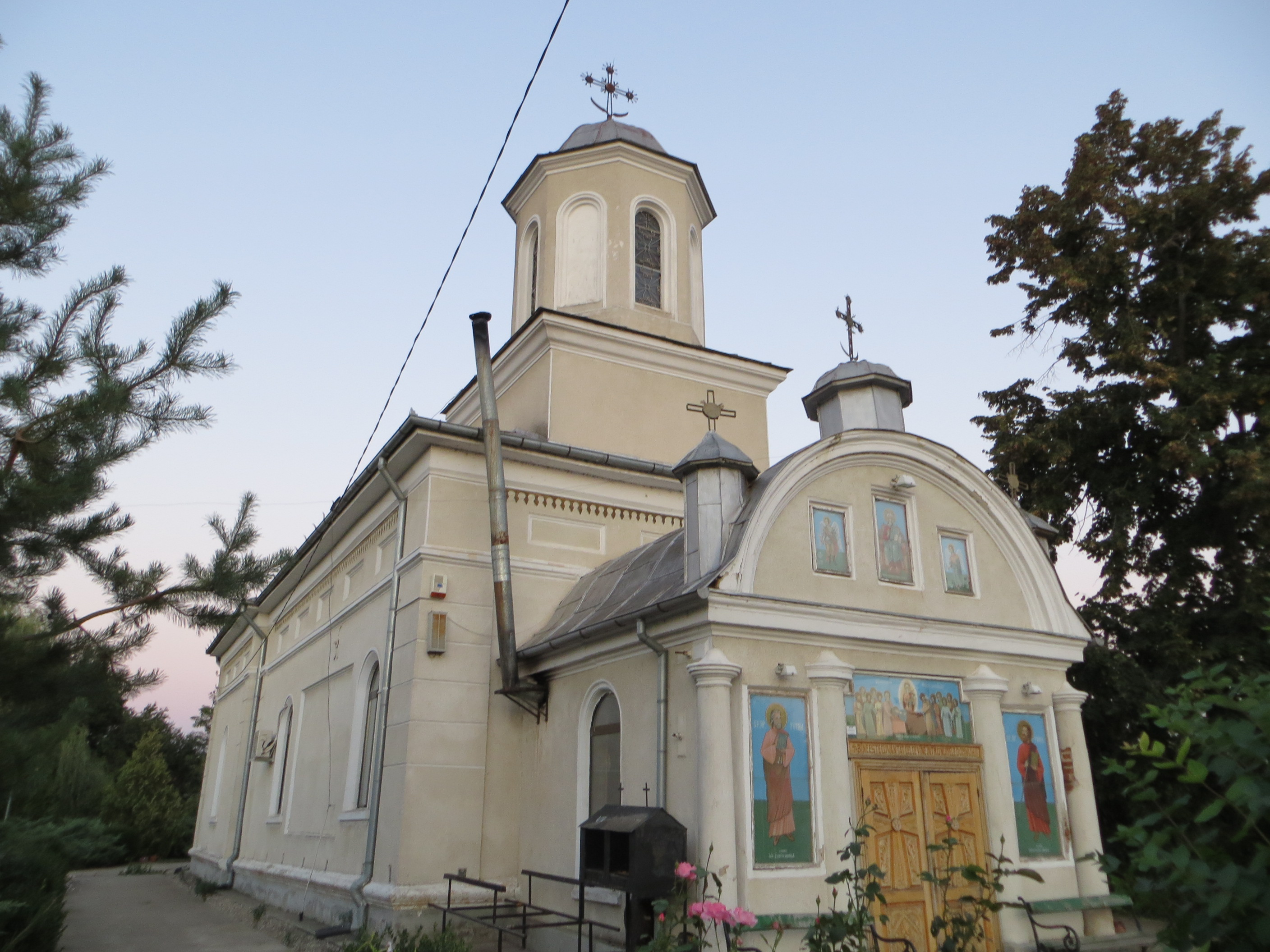
Kerk

Ogrezeni telt 4571 inwoners.